# Kipfenberg
Kipfenberg est une commune de Bavière (Allemagne), située dans l'arrondissement d'Eichstätt, dans le district de Haute-Bavière.

## Personnalités liées à la ville
- Franz Widnmann (1846-1910), peintre né à Kipfenberg.
- Anton Kohl (1851-1913), homme politique né à Kipfenberg.
- Franz Adlkofer (1935-2022), médecin né à Attenzell.